# Велики спектакл
Велики спектакл је 68. епизода стрип серијала Кен Паркер. Објављена је у бр. 5. серијала Кен Паркер издавачке куће System Comics 4. августа 2003. године. Свеска је коштала 99 динара (1,78 $; 1,53 €). Епизоду су нацртали Иво Милацо (32 стране) и Ђорђе Тревисан (52 стране), а сценарио написао Ђанкарло Берарди. За насловницу је узета насловна страна Кен Паркер Магазина бр. 7. из марта 1993. год.

## Оригинална епизода
Оригинална епизода објављена је у Кен Паркер Магазину бр. 7-8. у марту и априлу 1993. године под називом Il grande spectacle. Цена свеске износила је 3.500 лира (2,35 $; 3,71 DEM).

## Кратак садржај
Чекајући брод који касни, Кен упознаје Неда Бантлајна, новинара из Њујорка који је у потрази за узбудљивим причама са Дивљег Запада. Кен му прича како је лично упознао Буфало Била средином 1860.их година када је живео у Буфалу и био заменик шерифа.
Виљем Коди (Буфало Бил) стиже у Бафало са својим путујућим циркусом Wild West Show, али чланови циркуса, међу којима је и чувена револверашица Ен Оукли, праве неред у ресторану, због чега долазе у сукоб са Кеном. На састанку управе циркуса са управом града (на коме се налази и Кен), градски оци уверавају Била да им се економски исплати да одрже представу у Буфалу. Иако је град мали и има мало становника, могао би да привуче становништво из околних места. Градски оци нуде циркусу 60.000 $ за ангажман. Кен, међутим, сумња да је вођа циркуса прави Буфало Бил и целу трупу ставља иза решетака, уптужујући је за намеру пљаћке возта који носи новац.

### Веродостојност Кенове приче
По свој прилици, Кен је причу измислио да убије време до чекања брода. Радња се вероватно догађа око 1864-1865, када је Кен био младић око 20 година. Међутим, у том периоду Виљем Коди још увек није добио име Буфало Бил. Ени Оуклеј је рођена тек 1860. год. и тада би имала највише 5 година. Wild West Show је почео са радом у Омахи тек 1883. год, што значи да није постојао чак ни у тренутку када Кен прича причу у зиму 1881. Сам Нед Бантлајн лично је упознао Буфало Била у Калифорнији 1869. год